# Ógimači
Ógimači (japonsky 正親町天皇,  Ógimači -tennō, 18. června 1517 – 6. února 1593) byl 106. císařem Japonska v souladu s tradičním pořadím posloupnosti. Vládl od 17. listopadu 1557 až do své abdikace 17. prosince  1586, což odpovídá přechodu mezi obdobími Sengoku a Azuči-Momojama. 
Před nástupem na Chryzantémový trůn znělo jeho osobní jméno (imina) Mičihito (方仁).

## Události za Ógimačiho života
Po úmrtí císaře Go-Nary 27. září 1557 byl již v listopadu prohlášen za císaře jeho první syn Mičihito, který 22. února 1560 usedl na Chryzantémový trůn jako císař Ógimači. O výdaje za korunovační obřady se postaral Motonari Móri, hlava klanu Móri, a další daimjóové.
V roce 1560 se Jošimoto Imagawa, daimjó provincií Suruga a Tótómi, utkal v bitvě u Okehazamy s vojskem Nobunagy Ody z provincie Owari a byl Odou zabit. Nobunaga Oda se stal daimjóem provincie Owari a učinil první krok ke svému vysněnému cíli – sjednocení Japonska. Iejasu Tokugawa známý tehdy jako Motojasu Macudaira se stal pánem provincie Mikawa a usadil se na hradě Okazaki. Roku 1564 Nobunaga Oda zcela ovládl provincii Mino a vybudoval hrad Gifu.
V roce 1568 se Jošihide Ašikaga stal 14. šógunem ašikagského šógunátu. Krátce poté, co byl prohlášen šógunem, zemřel na nakažlivou chorobu.
Finanční situace císařského dvora v Kjótu byla velmi napjatá. Také jeho autorita začala upadat. To se však změnilo, když Nobunaga Oda vtáhl se svým vojskem 9. listopadu 1568 do Kjóta a ustanovil 15. ašikagským šógunem Jošiakiho Ašikagu. Odův příchod do Kjóta naznačoval nejen loajalitu, ale i skutečnost, že císař má podporu klanu Oda. Nobunaga Oda využíval císaře často jako prostředníka v boji proti nepřátelům ve snaze o sjednocení země. Kolem roku 1573 však začal požadovat císařovu abdikaci, kterou císař odmítl.
V roce 1585 se Hidejoši Tojotomi stal císařským regentem (kampaku). V lednu následujícího roku pak Tojotomi nechal přenést do kjótského císařského paláce svoji Zlatou čajovnu, aby v ní pohostil císaře.
Roku 1586 císař Ógimači abdikoval ve prospěch svého vnuka prince Katahita (周仁親王) nebo Kazuhita (和仁親王), který vládl na Chryzantémovém trůnu jako císař Go-Józei. Ógimači se pak uchýlil do takzvaného odpočinkového paláce Sentó, kde 6. února 1593 zemřel. 
Císař Ógimači je spolu s dalšími 11 císaři pohřben v mauzoleu Fukakusa no kita no misasagi (深草北陵) v kjótské čtvrti Fušimi-ku.

## Rodina
Císařský princ Mičihito neboli císař Ógimači byl prvním synem císaře Go-Nary. Měl 3 manželky, s nimiž zplodil 7 dětí, 1 syna a 6 dcer. Syn, princ Masahito (誠仁親王, 1552–1586), byl otcem prince Katahita, pozdějšího císaře Go-Józeie.